# ادوبی ایلاستریتور
ادوبی ایلوستریتور (به انگلیسی: Adobe Illustrator) یک نرم‌افزار ویرایشگر گرافیک برداری برای ایجاد و ویرایش تصاویر در حوزهٔ گرافیک برداری است که توسط شرکت ادوبی توسعه یافته و به بازار عرضه شده است. طراحی و توسعهٔ این نرم‌افزار که ابتدا برای اپل مکینتاش در نظر گرفته شده بود، در سال ۱۳۶۴ آغاز شد. همراه با معرفی سرویس ابری ادوبی کریتیو کلاود و تغییر سرویس‌های ادوبی به اشتراک ماهانه یا سالانه که از طریق اینترنت ارائه می‌شود، ایلوستریتور سی‌سی (۱۷٫۰) در مرداد ۱۳۹۲ منتشر شد. آخرین بروزرسانی این نرم‌افزار، ایلوستریتور ۲۰۲۵ (۲۹)، مهر ۱۴۰۳ منتشر شد که از نسخه‌های بیست و نهمین نسل این محصول محسوب می‌شود. ادوبی ایلوستریتور به عنوان بهترین برنامهٔ ویرایش گرافیک برداری در خرداد ۱۴۰۳ توسط پی‌سی مگزین مورد بررسی قرار گرفت.

## تاریخچه

### نسخه‌های ۱–۱٫۶ (ایلوستریتور ۸۸)
توسعه ادوبی ایلوستریتور در محیط اپل مکینتاش به عنوان نسخه تجاری‌سازی شده از نرم‌افزاری درون سازمانی، که ادوبی برای توسعه قلم و کار برروی فایل‌های قالب پست‌اسکریپت استفاده می‌کرد، در سال ۱۳۶۴ (عرضه در ۲۸ اسفند ۱۳۶۵) آغاز شد. ادوبی ایلوستریتور نرم‌افزار مکمل ادوبی فتوشاپ محسوب می‌شود. به این صورت که فتوشاپ نرم‌افزاری است در حوزه تصویرسازی دیجیتال به روش گرافیک شطرنجی (Raster) برای ویرایش عکس‌های دیجیتال و سبک‌های واقع‌گرایانه و ایلوستریتور به‌عنوان نرم‌افزاری در حوزه تصویرسازی به روش گرافیک برداری (Vector) برای صفحه‌آرایی، حروف‌چینی، تایپوگرافی و گرافیک حوزه طراحی نشانه. در تبلیغات اولیه مجلات (که در مجلات تجاری طراحی گرافیک مانند Communication Arts به چشم می‌خورد) به این محصول به عنوان «ادوبی ایلوستریتور» اشاره می‌شد. ایلوستریتور ۸۸، نام محصول برای نسخه ۱٫۷، در سال ۱۳۶۷ منتشر شد و ابزارها و ویژگی‌های جدید زیادی را معرفی کرد.
مجله بایت در سال ۱۳۶۸ از ایلوستریتور ۸۸ به عنوان یکی از برندگان «متمایز» جوایز بایت نام برد و اعلام کرد که ادوبی با این نرم‌افزار از رقیب سابق خود یعنی شرکت آلدوس که تا آن زمان با نرم‌افزار فری‌هند در این حوزه مسلط بود، پیشی گرفته است.
نسخه‌های اولیه این نرم‌افزار از کار در حالت پیش‌نمایش پشتیبانی نمی‌کردند و کاربران برای داشتن پیش‌نمایش زنده از کار خود باید دو پنجره روی دسک‌تاپ خود باز می‌کردند. یکی از آنها کار در حال انجام را نشان می‌داد و پنجره دیگر پیش‌نمایشی از کار در حال انجام دیده می‌شد.

### نسخه‌های ۲–۶
اگرچه در طول دهه اول ادوبی ایلوستریتور عمدتاً برای مکینتاش توسعه داده شد، اما به‌طور پراکنده از سایر سیستم عامل‌ها نیز پشتیبانی کرد. تا نزدیک به ده سال از زمستان ۱۳۶۸، ادوبی نسخه‌هایی از ایلوستریتور را برای پلتفرم‌های نکست، یولتریکس دیجیتال ایکویپ‌منت کورپوریشن، آیریکس سیلیکون گرافیکس و سولاریس سان منتشر کرد، اما به دلیل استقبال ضعیف در بازار، تولید آنها متوقف شد. اولین نسخه ایلوستریتور برای ویندوز، نسخه ۲٫۰، در زمستان ۱۳۶۷ منتشر شد که با شکست مواجه شد. نسخه بعدی ویندوز، نسخه ۴٫۰، به دلیل شباهت بیش از حد به ایلوستریتور ۱٫۱ و کاستی‌های امکانات برنامه در مقایسه با کورل‌دراو، محبوب‌ترین نرم‌افزار تصویرسازی ویندوز، به‌طور گسترده مورد انتقاد قرار گرفت. (توجه داشته باشید که هیچ نسخه ۲٫۰ یا ۴٫۰ برای مکینتاش ارائه نشد - اگرچه نسخه دوم برای مک، ایلوستریتور ۸۸ نام داشت یعنی سال انتشار برنامه. و نسخه ۶ هم برای ویندوز ارائه نشد) با این حال، نسخه ۴ ویندوز، اولین نسخه ایلوستریتور بود که از ویرایش در حالت پیش‌نمایش پشتیبانی می‌کرد، این امکان تا نسخه ۵٫۰ در سال ۱۳۷۲ در نسخه مکینتاش ظاهر نشد. نسخه ۶٫۰ آخرین نسخه‌ای بود که فقط برای مکینتاش توسعه پیدا کرد. رابط کاربری در نسخه‌های بعدی به شدت تغییر کرد تا سازگاری بین سیستم عامل‌های مگ و ویندوز ایجاد کند. این تغییرات تا نسخه سی‌اس۶ ادامه پیدا کرد، زمانی که چند گام کوچک برای بازگرداندن برنامه به یک رابط کاربری مک-مانند برداشته شد.

### نسخه‌های ۱۰–۷
با معرفی ایلوستریتور ۷ در سال ۱۳۷۵، ادوبی تغییرات مهمی در رابط کاربری با توجه به امکان ویرایش Path (و همچنین برای همگرایی با رابط کاربری ادوبی فتوشاپ) ایجاد کرد و به همین دلیل بسیاری از کاربران ترجیح دادند که به این نسخه ارتقاء ندهند. ایلوستریتور در این نسخه پشتیبانی از TrueType را آغاز کرد و عملاً به «جنگ فونت‌ها» بین PostScript Type 1 و TrueType پایان داد. مانند فتوشاپ، ایلوستریتور نیز شروع به پشتیبانی از پلاگین‌ها کرد و توانایی‌های خود را تا حد زیاد و به سرعت گسترش داد.
با یکسان‌سازی رابط کاربری بین نسخه‌های مکینتاش و ویندوز که با نسخه ۷٫۰ آغاز شد، طراحان بیشتری به استانداردسازی این ابزار رو آوردند. 
ادوبی در سال ۱۳۷۳ آلدوس را برای تصاحب پیج میکر خریداری کرد. به عنوان بخشی از این معامله، کمیسیون فدرال تجارت در ۲۶ مهر ۱۳۷۳ را از ادوبی سیستمز صادر کرد و دستور واگذاری فری‌هند را داد تا ایراد تجاری «کاهش رقابت ناشی از خرید» را برطرف کند. در نتیجه، شرکت ماکرومدیا در سال ۱۳۷۴ فری‌هند را از توسعه‌دهنده اصلی خود یعنی آلتسیس خریداری کرد و تا سال ۱۳۸۳ به توسعه آن ادامه داد.
تفاوت در نقاط قوت بین فتوشاپ و ایلوستریتور با ظهور اینترنت آشکار شد، ایلوستریتور برای پشتیبانی از انتشار وب، پیش‌نمایش رستر، پی‌دی‌اف و اس‌وی‌جی (گرافیک برداری مقیاس‌پذیر) را بهبود داد. ادوبی اولین توسعه‌دهنده اس‌وی‌جی برای وب بود و ایلوستریتور امکان ذخیره فایل‌های اس‌وی‌جی را از طریق افزونه SVG File Format در اختیار گذاشت. استفاده از نمایشگر اس‌وی‌جی ادوبی (ASV) که در سال ۱۳۷۹ معرفی شد، به کاربران اجازه می‌داد تا تصاویر اس‌وی‌جی را در اکثر مرورگرهای اصلی مشاهده کنند تا اینکه در سال ۱۳۸۸ توسعه آن متوقف شد. پشتیبانی بومی از اس‌وی‌جی در مرورگرهای اصلی تا ارائه اینترنت اکسپلورر ۹ در سال ۱۳۹۰ کامل نبود.
ایلوستریتور نسخه ۹ شامل ویژگی Trace بود شبیه به آنچه در محصول متوقف شده ادوبی استریم‌لاین وجود داشت.
ایلوستریتور نسخه ۱۰ توسط ادوبی در آبان ۱۳۸۰ منتشر شد.

### نسخه‌های سی‌اس–سی‌اس ۶
ایلوستریتور سی‌اس (معروف به نسخه ۱۱)، که توسط ادوبی برای مک و ویندوز در مهر ۱۳۸۲ منتشر شد، اولین نسخه‌ای بود که قابلیت‌های سه‌بعدی به آن اضافه شد و به کاربران اجازه می‌داد تا اشکال را با امکاناتی مانند Extrude و Revolve به فرم‌های سه‌بعدی تبدیل کنند.
سی‌اس۲ (۱۲٫۰) در اردیبهشت ۱۳۸۴ برای هر دو سیستم عامل مک‌اواس و ویندوز به بازار ارائه شد. این آخرین نسخه برای مک بود که به صورت بومی روی پردازنده‌های اینتل اجرا نمی‌شد. از جمله ویژگی‌های جدید موجود در ایلوستریتور سی‌اس۲ می‌توان به Live Trace, Live Paint، پالت کنترل و فضای کاری سفارشی اشاره کرد. Live Trace امکان تبدیل تصاویر بیت مپ به هنر برداری و بهبود توانایی‌های ردیابی قبلی را فراهم می‌کند. Live Paint به کاربران امکان انعطاف‌پذیری بیشتری را در اعمال رنگ بر روی اشیاء، به ویژه آنهایی که همپوشانی دارند، می‌دهد. در همان سال با انتشار CS2، Adobe Systems توافقی را برای خرید ماکرومدیا در یک مبادله سهام به ارزش حدود ۳٫۴ میلیارد دلار اعلام کرد و مدت کوتاهی پس از آن، عملیات، شبکه‌ها و سازمان‌های مراقبت از مشتری شرکت‌ها را یکپارچه کرد. ادوبی اکنون مالک فری‌هند به همراه کل خط تولید ماکرومدیا بود و در سال ۲۰۰۷، ادوبی اعلام کرد که توسعه و بروزرسانی برنامه فری‌هند را متوقف خواهد کرد. در عوض، ادوبی ابزارها و پشتیبانی را برای سهولت انتقال به ایلوستریتور فراهم می‌کند.
ایلوستریتور سی‌اس۳ شامل بروزرسانی‌های رابط در نوار کنترل، امکان تراز کردن نقاط جداگانه، چندین ناحیه برش، پانل راهنمای رنگ و ویژگی Live Color در میان سایر موارد بود. سی‌اس۳ در ۲۷ مارس ۲۰۰۷ منتشر شد.
سی‌اس۴ در اکتبر ۲۰۰۸ منتشر شد. دارای انواع بهبودها در ابزارهای قدیمی همراه با معرفی چند ابزار کاملاً جدید که از فری‌هند به دست آمده است. توانایی ایجاد چندین آرت بورد یکی از اضافات اصلی CS4 از Freehand است. تابلوهای هنری به شما امکان می‌دهند چندین نسخه از یک اثر را در یک سند ایجاد کنید. ابزارهای دیگر عبارتند از Blob Brush، که امکان ادغام یا پیوستن چندین ضربه قلم‌موی برداری را فراهم می‌کند و یک ابزار گرادیان اصلاح شده که امکان دستکاری رنگ عمیق‌تر و همچنین شفافیت در گرادیان‌ها را فراهم می‌کند.
سی‌اس۵ در آوریل ۲۰۱۰ منتشر شد. همراه با تعدادی بهینه‌سازی در عملکردهای موجود، ویژگی‌های جدید ایلوستریتور سی‌اس۵ شامل ابزار Perspective Grid برگرفته از FreeHand, Brushle Brush (برای سکته‌های طبیعی تر و زیباتر) و به روز رسانی جامع برای strokes، اشاره شده است. توسط Adobe به عنوان «Strokes زیبا».
در سال ۲۰۱۱ تیم ادوبی ایلوستریتور یک برنامه طراحی برداری برای iPad و iPhone ایجاد کرد که Adobe Ideas نام داشت. این برنامه بسیاری از ویژگی‌های ادوبی ایلوستریتور را داشت، اما دانلود رایگان بود. این به متخصصان این امکان را می‌داد تا طرح و ایده‌پردازی «در حال حرکت» داشته باشند و به هر کسی اجازه داد تا به قابلیت‌های طراحی برداری در سطح جهانی دسترسی داشته باشد. در نتیجه، پست‌های فیس‌بوک و رسانه‌های اجتماعی از سراسر جهان با طرح‌های برداری از Adobe Ideas از طرفداران حرفه‌ای و تازه‌کار ظاهر شد.
نسخه سی‌اس۶ نسل شانزدهم ادوبی ایلوستریتور بود. ادوبی بسیاری از ویژگی‌های بیشتر و رفع چندین باگ مانند رابط کاربری جدید، پانل‌های لایه، کدهای RGB و سطح شیبدار رنگی را برای افزایش عملکرد اضافه کرد. سی‌اس۶ در ۲۳ آوریل ۲۰۱۲ منتشر شد.

### نسخه سی‌سی
همراه با کریتیو کلاود و تغییر استراتژی در انتشار این مجموعه، ایلوستریتور سی‌سی منتشر شد. این نسخه (هفدهمین) اولین نسخه‌ای بود که همراه با دیگر نرم‌افزارهای مجموعه کریتیو سویت تنها در یک مدل سرویس مبتنی بر اشتراک فروخته می‌شدند. به‌عنوان بخشی از کریتیو کلاود، این نسخه بهبودهایی در زمینه همگام‌سازی تنظیمات رنگ، فونت و تنظیمات برنامه، ذخیره اسناد در فضای ابری و ادغام با سرویس Behance (یک شبکه خلاقانه مشارکتی) و همچنین ویژگی‌های دیگری مانند ابزار متنی سازگار با ورودی‌های لمسی، استفاده از تصویر در قلم‌مو، تهیه خروجی CSS و بسته‌بندی فایل‌ها خروجی داشت.

## برندینگ
با شروع نسخه ۱٫۰، ادوبی تصمیم گرفت مجوز استفاده از تصویر «زایش ونوس» اثر ساندرو بوتیچلی را از آرشیو بٍتمن بگیرد و از قسمتی که چهره ونوس را در بر می‌گیرد به عنوان تصویر برند ایلوستریتور استفاده کند. جان وارناک خواستار تصویری از رنسانس بود تا دیدگاه خود را از پست‌اسکریپت به عنوان یک رنسانس جدید در انتشارات تداعی کند، و کارمند ادوبی، لوان سیمور کوهن، که مسئول مواد اولیه بازاریابی بود، متوجه شد که گیسوان روان ونوس نمادی منحصر بفرد در نمایش توان و برتری ایلوستریتور در ترسیم منحنی‌های نرم است روی تصویر اصلی بیت‌مپ است. در طول سال‌ها، این تصویر بر روی صفحه نمایش و بسته‌بندی ایلوستریتور تغییراتی کرد تا ویژگی‌های اضافه شده در هر نسخه را منعکس کند.
تصویر ونوس در ایلوستریتور سی‌اس (۱۱) و سی‌اس۲ (۱۲) با یک گل همراه یک طراحی ویژه جایگزین شد تا با طبیعت کریتیو سویت مطابقت داشته باشد. در سی‌اس ۳، ادوبی یک بار دیگر نام تجاری مجموعه را به بلوک‌های رنگی ساده با اختصارات دو حرفی، شبیه جدول تناوبی عناصر تغییر داد. ایلوستریتور با حروف "Ai" به رنگ سفید در مقابل پس زمینه نارنجی نمایش داده می‌شد (نارنجی و زرد رنگ‌های برجسته در برند ایلوستریتور تا نسخه ۴ بودند). نماد سی‌اس ۴ تقریباً بدون تغییر ماند بجز تفاوت‌هایی جزئی در فونت و رنگ خاکستری تیره. نماد سی‌اس ۵ نیز تقریباً یکسان ماند با این تفاوت که این بار لوگو به همراه سایر لوگوهای محصول سی‌اس ۵ مانند یک جعبه است که «Ai» با رنگ زرد روشن در آن دیده می‌شد. در سی‌اس ۶ به مربع قهوه‌ای با حاشیه زرد و حروف زرد تغییر پیدا کرد و در سی‌سی ۲۰۱۴ رنگ‌ها به تنی واضح‌تر و حاشیه‌های نازک‌تر ارتقا یافتند.

## سازگاری
سازگاری با اینک‌اسکیپ: قالب اصلی اینک‌اسکیپ SVG (گرافیک برداری مقیاس‌پذیر) است که توسط ادوبی ایلوستریتور پشتیبانی می‌شود، اما پیاده‌سازی این قالب در این دو برنامه کاملاً سازگار نیستند. اینک‌اسکیپ همچنین امکان ذخیره‌سازی به قالب‌های PS و EPS و PDF را نیر فراهم کرده که این قالب‌ها برای ایلوستریتور نیز قابل تشخیص هستند.

## ابزارها
نوار کناری که در سمت چپ محیط کاری ایلوستریتور ظاهر می‌شود حاوی ابزارهای مختلفی برای انتخاب، ایجاد و دستکاری فرم‌ها است. این ابزارها را می‌توان در این نوار مشاهده کرد: طراحی، تایپ، نقاشی، تغییر شکل، خرد کردن و برش، نمادگرایی، حرکت و بزرگنمایی و نمودار. سمت پایین راست برخی از ابزارها یک مثلث کوچک دارند. نگه داشتن این مثلث کوچک با دکمه ماوس ابزارهای پنهان در ابزار اصلی را نمایان می‌سازد.
چند نمونه از ابزارهای مهم در ایلوستریتور عبارتند از ابزارهای انتخاب، ابزار قلم‌مو، ابزار قلم، ابزار مداد و غیره. ابزارهای انتخاب که برای چیدمان و سازماندهی فرم‌های ترسیم شده با انتخاب و سپس تعیین محل دقیق قرارگیری اشیاء استفاده می‌شود. علاوه بر این، ابزارهای انتخاب می‌توانند اشیاء را گروه‌بندی، قفل یا مخفی کنند و اندازه‌گیری کنند. از ابزار قلم‌مو می‌توان برای تغییر ظاهر فرم‌های ترسیم شده استفاده کرد. قلم‌موها انواع مختلفی دارند: خوشنویسی (Calligraphic)، پراکنده (Scatter)، هنری (Art)، الگویی (Pattern) و برس (Bristle). ابزار قلم خطوط مستقیم و منحنی ایجاد می‌کنند و می‌توانند نقاط لنگر را به مسیرها اضافه کرده و از مسیرها حذف کنند. ابزار مداد به کاربر این امکان را می‌دهد که خطوط را با دست آزاد بکشد و ویرایش کند.

## قالب‌های فایل
قالب پرونده Adobe Illustrator Artwork یا ai. قالب اصلی فایل ایلوستریتور است.
قالب‌های زیر نیز در این برنامه پشتیبانی می‌شوند:
- قالب SVG
- قالب‌های اتوکد — پیاده‌سازی شده توسط کیت توسعه نرم‌افزار طراحی (Drawings SDK) که قبلاً Teigha Drawings نامیده می‌شد. این کیت متعلق به Open Design Alliance است.
  - AutoCAD Drawing (.dwg)
  - AutoCAD Interchange File (.dxf)

## ایلوستریتور دراو
ایلوستریتور دراو یک برنامه رایگان طراحی وکتور برای کاربران اندروید و آی‌اواس بود که ادوبی از طریق کریتیو کلاود آن را همراه با ایلوستریتور به بازار عرضه می‌کرد. تصاویر ترسیم شده با این برنامه را می‌توان در برنامه دسکتاپ ایلوستریتور در محیط ویندوز و آی‌اواس باز کرد.
در سال ۱۴۰۱ ادوبی این برنامه را بازنشسته و با ادوبی فرسکو جایگزین کرد.

## تاریخچه انتشار
| نسخه                       | بستر نرم‌افزاری                            | تاریخ انتشار  | اسم رمز           |
| -------------------------- | ----------------------------------------- | ------------- | ----------------- |
| ۱٫۰                        | مک اواس کلاسیک                            | دی ۱۳۶۵       | Picasso           |
| ۱٫۱                        | مک اواس کلاسیک                            | اسفند ۱۳۶۵    | Inca              |
| ۸۸                         | مک اواس کلاسیک                            | اسفند ۱۳۶۶    |                   |
| ۲٫۰                        | ویندوز                                    | دی ۱۳۶۷       | Pinnacle          |
| ۳                          | مک اواس کلاسیک، نکست، نسخه‌های دیگر یونیکس | مهر ۱۳۶۹      | Desert Moose      |
| ۳٫۵                        | ایریکس                                    | ۱۳۷۰          |                   |
| ۴                          | ویندوز                                    | اردیبهشت ۱۳۷۱ | Kangaroose        |
| ۳٫۵                        | سولاریس                                   | ۱۳۷۲          |                   |
| ۵                          | مک اواس کلاسیک                            | خرداد ۱۳۷۲    | Saturn            |
| ۵٫۵                        | مک اواس کلاسیک، سولاریس                   | خرداد ۱۳۷۳    | Janus             |
| ۵٫۵٫۱                      | ایریکس                                    | ۱۳۷۴          |                   |
| ۶                          | مک اواس کلاسیک                            | بهمن ۱۳۷۴     | Popeye            |
| ۵٫۱                        | ویندوز                                    | ۱۳۷۵          | Pavel             |
| ۷                          | مک/ویندوز                                 | خرداد ۱۳۷۵    | Simba             |
| ۸                          | مک/ویندوز                                 | شهریور ۱۳۷۷   | Elvis             |
| ۹                          | مک/ویندوز                                 | خرداد ۱۳۷۹    | Matisse           |
| ۱۰                         | مک/ویندوز                                 | آبان ۱۳۸۰     | Paloma            |
| سی‌اس (۱۱)                  | مک/ویندوز                                 | مهر ۱۳۸۲      | Pangaea/Sprinkles |
| سی‌اس۲ (۱۲، ۱۲٫۰٫۱)         | مک/ویندوز                                 | اردیبهشت ۱۳۸۴ | Zodiac            |
| سی‌اس۳ (۱۳)                 | مک/ویندوز                                 | فروردین ۱۳۸۶  | Jason             |
| سی‌اس۴ (۱۴)                 | مک/ویندوز                                 | مهر ۱۳۸۷      | Sonnet            |
| سی‌اس۵ (۱۵، ۱۵٫۰٫۱، ۱۵٫۰٫۲) | مک/ویندوز                                 | اردیبهشت ۱۳۸۹ | Ajanta            |
| سی‌اس۶ (۱۶، ۱۶٫۰٫۲)         | مک/ویندوز                                 | اردیبهشت ۱۳۹۱ | Ellora            |
| سی‌سی (۱۷)                  | مک/ویندوز                                 | خرداد ۱۳۹۲    |                   |
| سی‌سی (۱۷٫۱)                | مک/ویندوز                                 | دی ۱۳۹۲       |                   |
| سی‌سی ۲۰۱۴ (۱۸)             | مک/ویندوز                                 | خرداد ۱۳۹۳    |                   |
| سی‌سی ۲۰۱۴ (۱۸٫۱)           | مک/ویندوز                                 | مهر ۱۳۹۳      |                   |
| سی‌سی ۲۰۱۵ (۱۹)             | مک/ویندوز                                 | خرداد ۱۳۹۴    |                   |
| سی‌سی ۲۰۱۵٫۱ (۱۹٫۱)         | مک/ویندوز                                 | مرداد ۱۳۹۴    |                   |
| سی‌سی ۲۰۱۵٫۲ (۱۹٫۲)         | مک/ویندوز                                 | آذر ۱۳۹۴      |                   |
| سی‌سی ۲۰۱۵٫۳ (۲۰)           | مک/ویندوز                                 | خرداد ۱۳۹۵    |                   |
| سی‌سی ۲۰۱۵٫۳٫۱ (۲۰٫۱)       | مک/ویندوز                                 | مرداد ۱۳۹۵    |                   |
| سی‌سی ۲۰۱۷ (۲۱)             | مک/ویندوز                                 | آبان ۱۳۹۵     |                   |
| سی‌سی ۲۰۱۷٫۰٫۱ (۲۱٫۰٫۱)     | مک/ویندوز                                 | دی ۱۳۹۵       |                   |
| سی‌سی ۲۰۱۷٫۰٫۲              | مک/ویندوز                                 | دی ۱۳۹۵       |                   |
| سی‌سی ۲۰۱۷٫۱ (۲۱٫۱)         | مک/ویندوز                                 | فروردین ۱۳۹۶  |                   |
| سی‌سی ۲۰۱۸ (۲۲)             | مک/ویندوز                                 | مهر ۱۳۹۶      |                   |
| سی‌سی ۲۰۱۹ (۲۲٫۱)           | مک/ویندوز                                 | اسفند ۱۳۹۶    |                   |
| سی‌سی ۲۰۱۹ (۲۳)             | مک/ویندوز                                 | مهر ۱۳۹۷      |                   |
| ۲۰۱۹ (۲۳٫۰٫۲)              | مک/ویندوز                                 | بهمن ۱۳۹۷     |                   |
| ۲۰۱۹ (۲۳٫۱)                | مک/ویندوز                                 | مهر ۱۳۹۸      |                   |
| ۲۰۲۰ (۲۴)                  | مک/ویندوز                                 | آبان ۱۳۹۸     |                   |
| ۲۰۲۰ (۲۴٫۰٫۲)              | مک/ویندوز                                 | آذر ۱۳۹۸      |                   |
| ۲۰۲۰ (۲۴٫۱)                | مک/ویندوز                                 | اسفند ۱۳۹۸    |                   |
| ۲۰۲۰ (۲۴٫۲)                | مک/ویندوز                                 | خرداد ۱۳۹۹    |                   |
| ۲۰۲۰ (۲۴٫۳)                | مک/ویندوز                                 | مرداد ۱۳۹۹    |                   |
| ۲۰۲۱ (۲۵)                  | مک/ویندوز                                 | مهر ۱۳۹۹      |                   |
| ۲۰۲۱ (۲۵٫۱)                | مک/ویندوز                                 | دی ۱۳۹۹       |                   |
| ۲۰۲۱ (۲۵٫۲)                | مک/ویندوز                                 | بهمن ۱۳۹۹     |                   |
| ۲۰۲۱ (۲۵٫۳)                | مک/ویندوز                                 | خرداد ۱۴۰۰    |                   |
| ۲۰۲۲ (۲۶)                  | مک/ویندوز                                 | مهر ۱۴۰۰      |                   |
| ۲۰۲۲ (۲۶٫۱)                | مک/ویندوز                                 | اسفند ۱۴۰۰    |                   |
| ۲۰۲۲ (۲۶٫۲)                | مک/ویندوز                                 | اسفند ۱۴۰۰    |                   |
| ۲۰۲۲ (۲۶٫۳)                | مک/ویندوز                                 | اردیبهشت ۱۴۰۱ |                   |
| ۲۰۲۲ (۲۶٫۴)                | مک/ویندوز                                 | مرداد ۱۴۰۱    |                   |
| ۲۰۲۲ (۲۶٫۵)                | مک/ویندوز                                 | مرداد ۱۴۰۱    |                   |
| ۲۰۲۳ (۲۷)                  | مک/ویندوز                                 | مهر ۱۴۰۱      |                   |
| ۲۰۲۳ (۲۷٫۱)                | مک/ویندوز                                 | آذر ۱۴۰۱      |                   |
| ۲۰۲۳ (۲۷٫۲)                | مک/ویندوز                                 | دی ۱۴۰۱       |                   |
| ۲۰۲۳ (۲۷٫۳)                | مک/ویندوز                                 | بهمن ۱۴۰۱     |                   |
| ۲۰۲۳ (۲۷٫۴)                | مک/ویندوز                                 | اسفند ۱۴۰۱    |                   |
| ۲۰۲۳ (۲۷٫۵)                | مک/ویندوز                                 | اردیبهشت ۱۴۰۲ |                   |
| ۲۰۲۳ (۲۷٫۶)                | مک/ویندوز                                 | اردیبهشت ۱۴۰۲ |                   |
| ۲۰۲۳ (۲۷٫۷)                | مک/ویندوز                                 | خرداد ۱۴۰۲    |                   |
| ۲۰۲۳ (۲۷٫۸٫۱)              | مک/ویندوز                                 | تیر ۱۴۰۲      |                   |
| ۲۰۲۳ (۲۷٫۹)                | مک/ویندوز                                 | شهریور ۱۴۰۲   |                   |
| ۲۰۲۴ (۲۸٫۰)                | مک/ویندوز                                 | مهر ۱۴۰۲      |                   |
| ۲۰۲۴ (۲۸٫۱)                | مک/ویندوز                                 | مهر ۱۴۰۲      |                   |
| ۲۰۲۴ (۲۸٫۲)                | مک/ویندوز                                 | بهمن ۱۴۰۲     |                   |
| ۲۰۲۴ (۲۸٫۳)                | مک/ویندوز                                 | اسفند ۱۴۰۲    |                   |
| ۲۰۲۴ (۲۸٫۴٫۱)              | مک/ویندوز                                 | اسفند ۱۴۰۲    |                   |
| ۲۰۲۴ (۲۸٫۵)                | مک/ویندوز                                 | فروردین ۱۴۰۳  |                   |
| ۲۰۲۴ (۲۸٫۶)                | مک/ویندوز                                 | مرداد ۱۴۰۳    |                   |
| ۲۰۲۴ (۲۸٫۷٫۱)              | مک/ویندوز                                 | شهریور ۱۴۰۳   |                   |
| ۲۰۲۵ (۲۹٫۰)                | مک/ویندوز                                 | آبان ۱۴۰۳     |                   |
| ۲۰۲۵ (۲۹٫۰٫۱)              | مک/ویندوز                                 | آبان ۱۴۰۳     |                   |
| ۲۰۲۵ (۲۹٫۱)                | مک/ویندوز                                 | آذر ۱۴۰۳      |                   |
| ۲۰۲۵ (۲۹٫۲٫۱)              | مک/ویندوز                                 | دی ۱۴۰۳       |                   |
| ۲۰۲۵ (۲۹٫۳٫۱)              | مک/ویندوز                                 | بهمن ۱۴۰۳     |                   |
| ۲۰۲۵ (۲۹٫۴)                | مک/ویندوز                                 | فروردین ۱۴۰۴  |                   |
| ۲۰۲۵ (۲۹٫۵)                | مک/ویندوز                                 | اردیبهشت ۱۴۰۴ |                   |
| ۲۰۲۵ (۲۹٫۵٫۱)              | مک/ویندوز                                 | اردیبهشت ۱۴۰۴ |                   |
| ۲۰۲۵ (۲۹٫۶)                | مک/ویندوز                                 | خرداد ۱۴۰۴    |                   |
| ۲۰۲۵ (۲۹٫۶٫۱)              | مک/ویندوز                                 | تیر ۱۴۰۴      |                   |
| ۲۰۲۵ (۲۹٫۷٫۱)              | مک/ویندوز                                 | مرداد ۱۴۰۴    |                   |